# Eragrostis kohorica
Espèce
Classification phylogénétique
Eragrostis kohorica est une espèce de plante du genre Eragrostis et de la famille des poacées.